# Ouverture (muziekstuk)
Een ouverture is een instrumentaal muziekstuk dat gespeeld wordt voor het begin van een opera, oratorium, ballet of toneelstuk of, als concertouverture, als zelfstandig orkestwerk aan het begin van een concert. Het oorspronkelijk Franse woord betekent dan ook opening.
De ouverture moet het publiek alvast warm maken voor wat gaat volgen: muzikaal wordt dan ook sinds de tijd van Mozart meestal vooruitverwezen naar de rest van het werk, de ouverture is een potpourri van de melodieën die tijdens de voorstelling gehoord worden. Bij een uitzending van een opera, oratorium of ballet op tv of bij het kijken van een dergelijk werk op dvd verschijnen als de ouverture gespeeld wordt vaak de namen van alle uitvoerenden en de titel van het werk in beeld, zodat de kijkers weten wat voor opera, oratorium of ballet zij zullen gaan zien en door wie deze zal worden uitgevoerd. Ouvertures worden overigens vaak ook uitgevoerd of opgenomen zonder de bijbehorende opera (oratorium, ballet) en sommige opera's hebben hun bekendheid uitsluitend aan hun ouverture te danken.

## Geschiedenis
De oudste ouvertures stammen uit de 17e eeuw. Het waren de canzona-ouvertures van de Venetiaanse opera.
Eind 17e eeuw kwam de Franse ouverture op, een langzaam en plechtig gespeeld stuk, in de ABA-vorm. Het eerste langzame deel wordt gevolgd door een sneller deel dat doet denken aan een fuga. Vaak eindigt de Franse ouverture weer met een langzaam gedeelte. Het geheel bestaat uit een adagio, allegro, adagio. Door het plechtige karakter kwam deze ouverture in zwang als opening van de hogere kunst, de opera. De ontwikkeling van de Franse ouverture staat op naam van Jean-Baptiste Lully (1632-1687). Jean-Philippe Rameau (1683-1764) zette deze traditie voort. Ook Purcell en Händel gebruikten deze vorm.
Iets later, na 1700, ontstond in Italië een andere vorm, de Italiaanse ouverture, ook sinfonia genoemd, onder andere door Stradella en Scarlatti. Ook deze heeft de vorm ABA, maar de A is hier juist het snelle deel. Men zet in met een allegro, gevolgd door een sierlijk middendeel (adagio cantabile) en eindigt met een feestelijk slot (opnieuw allegro). In het muziekstuk zitten virtuoze instrumentale solo's. Componisten die deze vorm gebruiken zijn Telemann en Bach. Deze ouverturevorm ging later over in de symfonie.
In de loop van de 18e eeuw ging men de hoofdvorm van de orkestsuite gebruiken, bestaande uit expositie, doorwerking en reprise. Dit is de vorm die Beethoven gebruikt.
Bij de ouvertures voor een opera wordt het meer gebruik om vaak al een groot aantal van de muzikale thema's aan bod te laten komen die ook in de opera zelf worden gespeeld. De ouverture wordt daarmee een potpourri van deze melodieën. Voorbeelden zijn ouvertures van Mozart, Spontini, Weber, Rossini en ook Beethoven.
Vanaf de 19e eeuw werd de vorm steeds vrijer.

### Bekende ouvertures
- Sinfonia Olimpia - Alessandro Scarlatti
- Idomeneo - Wolfgang Amadeus Mozart (1780)
- Die Entführung aus dem Serail - Wolfgang Amadeus Mozart (1782)
- Le Nozze di Figaro - Wolfgang Amadeus Mozart (1786)
- Il dissoluto punito ossia, il Don Giovanni - Wolfgang Amadeus Mozart (1788)
- Così fan tutte - Wolfgang Amadeus Mozart (1790)
- Die Zauberflöte - Wolfgang Amadeus Mozart (1791)
- La Clemenza di Tito - Wolfgang Amadeus Mozart (1791)
- Die Geschöpfe des Prometheus - Ludwig van Beethoven (1801)
- Leonore III - Ludwig van Beethoven (1806)
- Coriolan - Ludwig van Beethoven (1807)
- Egmont - Ludwig van Beethoven (1810)
- Rosamunde (Die Zauberharfe) - Franz Schubert (1820)
- Een Midzomernachtsdroom (Ein Sommernachtstraum) - Felix Mendelssohn Bartholdy (1826)
- Die Hebriden - Felix Mendelssohn Bartholdy (1829)
- Le roi Lear (King Lear) - Hector Berlioz (1831)
- Roeslan en Loedmila (Ruslan i Ljudmila) - Michail Glinka (1842)
- Le Corsaire - Hector Berlioz (1844)
- De vliegende Hollander (Der fliegende Holländer) - Richard Wagner (1843)
- Tannhäuser - Richard Wagner (1845)
- Manfred-Ouvertüre - Robert Schumann (1848/9)
- Lohengrin - Richard Wagner (1850)
- Akademische Festouvertüre - Johannes Brahms (1880)
- Tragische Ouvertüre - Johannes Brahms (1880)
- Ouverture 1812 - Pjotr Iljitsj Tsjaikovski (1880) (met kanonschoten)
- Festival-Ouverture - Dmitri Sjostakovitsj (1954)

### Trivia
- In het Engels schrijft men overture. In de opera Tommy van The Who komt halverwege een underture voor.
- Het woord ouverture wordt ook wel gebruikt voor de opening van een wielerwedstrijd, of voor het begin van een maaltijd.